# Schizocosa obscoena
Schizocosa obscoena là một loài nhện trong họ Lycosidae.
Loài này thuộc chi Schizocosa. Schizocosa obscoena được William Joseph Rainbow miêu tả năm 1899.